# Альмединген-Тумим, Наталия Алексеевна
Ната́лия Алексе́евна Альмеди́нген-Туми́м (Тумим-Альмединген) (27 июля 1883 года, Санкт-Петербург — 18 мая 1943 года, Ленинград) — советский педагог, деятель в области дошкольного воспитания, литератор, историк. Профессор (с 1919) Ленинградского государственного педагогического института имени А. И. Герцена.

## Биография
Наталия Алексеевна (в замужестве — Тумим) родилась 27 июля 1883 года, в Санкт-Петербурге в семье генерал-майора царской армии, педагога, журналиста, известного редактора Алексея Николаевича Альмедингена. После окончания гимназии училась на Бестужевских курсах (1902—1905). При жизни отца сотрудничала (с начала 1900-х годов) в его журналах «Воспитание и обучение» и «Родник», в 1909—1916 — издатель и редактор этих журналов (с 1912 года совместно с сестрой Татьяной).
Наталия Алексеевна была сотрудницей петербургского Фребелевского общества (с 1907). Одна из инициаторов и организаторов I Всероссийского съезда по семейному воспитанию (1912—1913). С 1918 года работала в Институте дошкольного образования, слившимся позднее с Ленинградским государственным педагогическим институтом имени А. И. Герцена (с 1919 года профессор, в 1923—1924 ректор, в 1925—1929 годы заведующая кафедрой педагогики). Преподавала в Институте коммунистического воспитания имени Н. К. Крупской.
Наталия Алексеевна Альмединген-Тумим умерла 18 мая 1943 года в блокадном Ленинграде.

## Основные труды
- Дошкольное дело: сб. ст. под ред. Н. Альмединген-Тумим, Е. Тихеевой и Ю. Фаусек. — Пг.: Начатки знаний, 1922. — 165 с. — Библиогр.: с. 163—164.
- Тумим-Альмединген Н. А. Грамотное письмо: материал для сознательного списывания в классе А / Н. Альмединген. — М. ; Пг.: Госиздат, 1923. — 92, IV с. — (Учебники и учеб. пособия для труд. шк. 55).
- Тумим-Альмединген Н. А. Дошкольные учреждения и внешний мир: (работа с семьей и населением) / Н. Альмединген-Тумим. — М.: т-во «Мир», [1923]. — 112 с. — (Пед. студия). — Библиогр. с.: 110—111.
- Тумим-Альмединген Н. А., Тумим Г. Г. Портфель дошкольного работника / Н. Альмединген и Г. Тумим. — М. ; Пг.: Гос. изд-во, 1923. — 156 с. — Библиогр. по вопр. дошк. образования: с. 145—156.
- Тумим-Альмединген Н. А. Семилетка: книжка для чтения в дошк. кл. и в кл. А. — М.: Гос. изд-во, 1923. — 150 с. — (Учебники и учеб. пособия для труд. шк. 36). — 2-е изд., испр. и доп.: Л., 1924.
- Тумим-Альмединген Н. А. Читай выразительно!: пособие по толковому чтению для класса А / Н. Альмединген. — М. ; Пг. : Гос. изд-во, 1923. — 80 с. — (Учебники и учеб. пос. для труд. шк. 96).
- Тумим-Альмединген Н. А. Что такое дошкольное воспитание: составлено по поручению Совета Пед. ин-та дошк. образования / Н. Альмединген-Тумим; [предисл. Г. Г. Тумима]. — М.: Гос. изд-во, 1923. — 30 с. — 2-е изд., испр. и доп.: Пг. ; М., 1924, 59, [1] с., серия: «Б-ка дошк. воспитания», библиогр.: «Лит. по вопр. дошк. воспитания», с. 49—59.
- В помощь дошкольному работнику: сб. ст. / под ред. Н. Альмединген и Г. Тумима, проф. Пед. ин-та дошк. образования. — Л.: Брокгауз-Ефрон, 1925. — 198 с. — Библиогр. в конце отд. ст.
- Тумим-Альмединген Н. А. История дошкольной педагогики: хрестоматия: [Т. 1]: Конец средних веков — первая половина XIX века: учеб. пособие для дошк. фак. педвузов. — Л. : Учпедгиз, 1940. — 480 с.